# Porcellio tentaculatus
Porcellio tentaculatus är en kräftdjursart som beskrevs av Natividade-Vieira 1982. Porcellio tentaculatus ingår i släktet Porcellio och familjen Porcellionidae. Inga underarter finns listade i Catalogue of Life.